# Filmografia Binga Crosby’ego

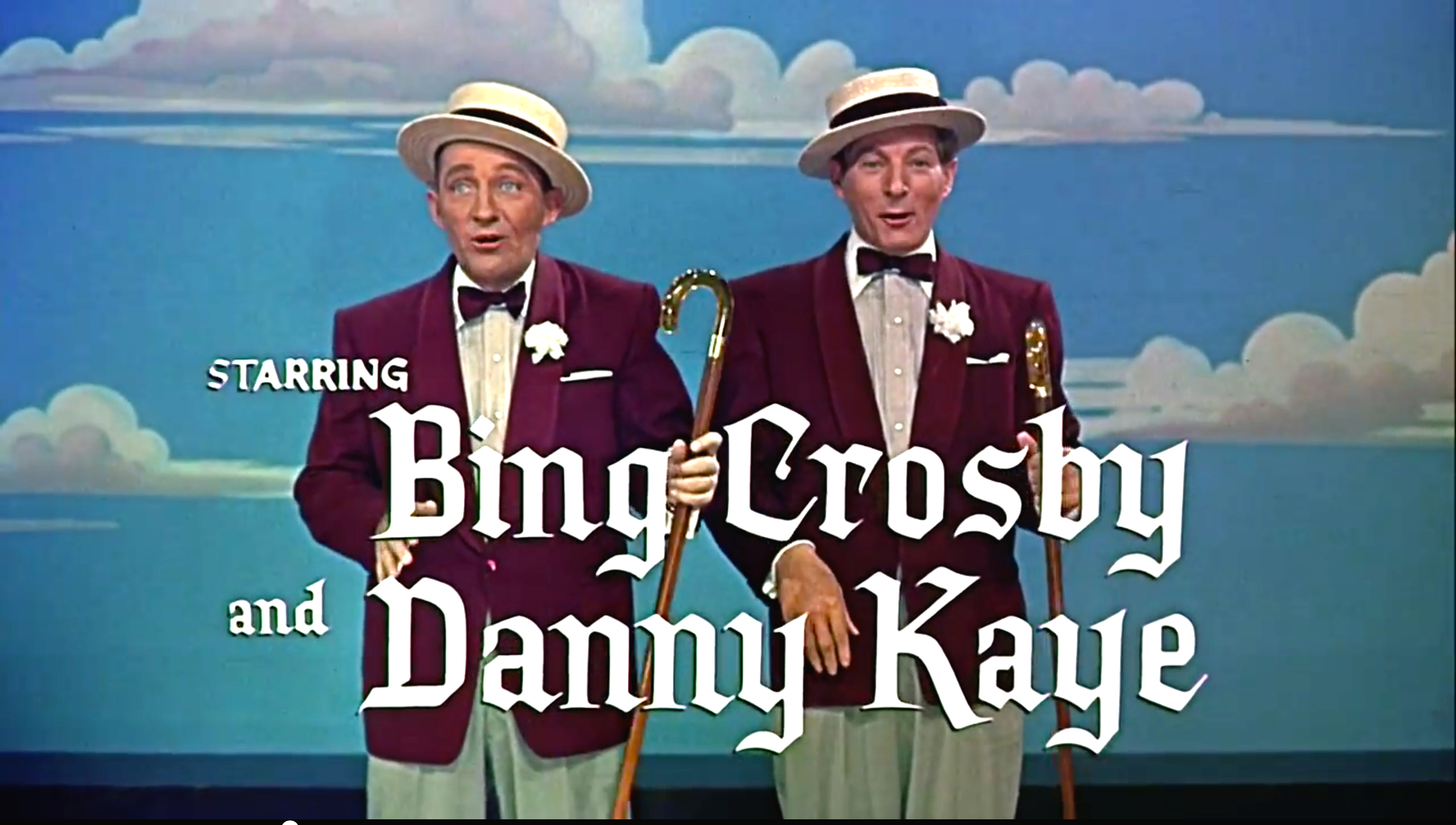
Bing Crosby i Danny Kaye w filmie Białe Boże Narodzenie (1954)

Filmografia Binga Crosby’ego (1903–1977) – jednego z najpopularniejszych amerykańskich piosenkarzy i aktorów XX wieku.

## Filmy
| Rok      | Tytuł                            | Data premiery   | Rola                                             |
| Lata 30. |                                  |                 |                                                  |
| 1930     | Król jazzu                       | 20 kwietnia     | w roli samego siebie, z zespołem The Rhythm Boys |
| 1930     | Reaching for the Moon            | 29 grudnia      | w roli samego siebie                             |
| 1931     | Confessions of a Co-Ed           | 11 lipca        | piosenkarz                                       |
| 1931     | I Surrender Dear                 | 13 września     | Bing                                             |
| 1931     | One More Chance                  | 15 listopada    | Bing Bangs                                       |
| 1932     | Dream House                      | 17 stycznia     | Bing Fawcett                                     |
| 1932     | Billboard Girl                   | 20 marca        | Bing                                             |
| 1932     | Wielka transmisja                | 14 października | w roli samego siebie                             |
| 1933     | Blue of the Night                | 6 stycznia      | Bing                                             |
| 1933     | Sing, Bing, Sing                 | 24 marca        | Bing                                             |
| 1933     | College Humor                    | 5 lipca         | profesor Frederick Danvers                       |
| 1933     | Too Much Harmony                 | 23 września     | Eddie Bronson                                    |
| 1933     | Please                           | 15 grudnia      | w roli samego siebie / Howard Jones              |
| 1933     | Going Hollywood                  | 22 grudnia      | Bill ‘Billy’ Williams                            |
| 1934     | Just an Echo                     | 19 stycznia     | w roli samego siebie                             |
| 1934     | We’re Not Dressing               | 25 kwietnia     | Stephen Jones                                    |
| 1934     | Miłość dla początkujących        | 31 sierpnia     | Paul Lawton                                      |
| 1934     | Tutaj jest moje serce            | 28 grudnia      | J. Paul Jones                                    |
| 1935     | Mississippi                      | 22 marca        | Tom Grayson                                      |
| 1935     | Two for Tonight                  | 12 września     | Gilbert Gordon                                   |
| 1935     | The Big Broadcast of 1936        | 20 września     | w roli samego siebie                             |
| 1936     | Anything Goes                    | 24 stycznia     | Billy Crocker                                    |
| 1936     | Rhythm on the Range              | 1 lipca         | Jeff Larabee                                     |
| 1936     | Grosze z nieba                   | 25 listopada    | Larry Poole                                      |
| 1937     | Waikiki Wedding                  | 23 marca        | Tony Marvin                                      |
| 1937     | Double or Nothing                | 17 września     | „Lefty” Boylan                                   |
| 1938     | Doctor Rhythm                    | 6 maja          | doktor Bill Remsen                               |
| 1938     | Sing You Sinners                 | 2 września      | Joe Beebe                                        |
| 1939     | Miesiąc miodowy w Paryżu         | 27 stycznia     | ‘Lucky’ Lawton                                   |
| 1939     | East Side of Heaven              | 7 kwietnia      | Denny Martin                                     |
| 1939     | Łowca talentów                   | 25 sierpnia     | Larry Earl                                       |
| Lata 40. |                                  |                 |                                                  |
| 1940     | Droga do Singapuru               | 14 marca        | Joshua Mallon V                                  |
| 1940     | If I Had My Way                  | 5 maja          | Buzz Blackwell                                   |
| 1940     | Rhythm on the River              | 6 września      | Bob Sommers                                      |
| 1941     | Droga do Zanzibaru               | 11 kwietnia     | Chuck Reardon                                    |
| 1941     | Birth of the Blues               | 7 listopada     | Jeff Lambert                                     |
| 1942     | My Favorite Blonde               | 2 kwietnia      | niewymieniony w czołówce                         |
| 1942     | Gospoda świąteczna               | 4 sierpnia      | Jim Hardy                                        |
| 1942     | Droga do Maroka                  | 10 listopada    | Jeff Peters                                      |
| 1942     | Star Spangled Rhythm             | 30 grudnia      | w roli samego siebie                             |
| 1943     | Dixie                            | 23 czerwca      | Daniel Decatur Emmett                            |
| 1944     | Idąc moją drogą                  | 3 maja          | ojciec O’Malley                                  |
| 1944     | Księżniczka i pirat              | 17 listopada    | ukochany Margaret                                |
| 1944     | Here Come the Waves              | 18 grudnia      | Johnny Cabot                                     |
| 1945     | Duffy’s Tavern                   | 28 września     | w roli samego siebie                             |
| 1945     | Dzwony Najświętszej Marii Panny  | 7 grudnia       | ojciec O’Malley                                  |
| 1946     | Droga do Utopii                  | 27 lutego       | Duke Johnson / Junior Hooton                     |
| 1946     | Blue Skies                       | 16 października | Johnny Adams                                     |
| 1947     | Witaj, przybyszu                 | 13 czerwca      | doktor James ‘Jim’ Pearson                       |
| 1947     | Variety Girl                     | 24 sierpnia     | w roli samego siebie                             |
| 1947     | Droga do Rio                     | 25 grudnia      | Scat Sweeney                                     |
| 1948     | Jankes na dworze króla Artura    | 7 kwietnia      | Hank Martin / Sir Boss                           |
| 1948     | Cesarski walc                    | 2 lipca         | Virgil Smith                                     |
| 1949     | Top o’ the Morning               | 31 sierpnia     | Joe Mulqueen                                     |
| 1949     | Przygody Ichaboda i Pana Ropucha | 5 października  | Ichabod Crane / Brom Bones (narrator)            |
| Lata 50. |                                  |                 |                                                  |
| 1950     | Riding High                      | 12 kwietnia     | Dan Brooks                                       |
| 1950     | Mr. Music                        | 8 grudnia       | Paul Merrick                                     |
| 1951     | Przybywa narzeczony              | 20 września     | Pete Garvey                                      |
| 1952     | Just for You                     | wrzesień        | Jordan Blake                                     |
| 1952     | Droga do Bali                    | 1 listopada     | George Cochran                                   |
| 1953     | Little Boy Lost                  | październik     | Bill Wainwright                                  |
| 1954     | Białe Boże Narodzenie            | 14 października | Bob Wallace                                      |
| 1954     | Dziewczyna z prowincj            | 11 grudnia      | Frank Elgin                                      |
| 1956     | Anything Goes                    | 13 kwietnia     | Bill Benson                                      |
| 1956     | Wyższe sfery                     | 17 lipca        | C.K. Dexter-Haven                                |
| 1957     | Człowiek w ogniu                 | 22 sierpnia     | Earl Carleton                                    |
| 1959     | Say One for Me                   | 11 października | ojciec Conroy                                    |
| Lata 60. |                                  |                 |                                                  |
| 1960     | Pokochajmy się                   | 8 września      | w roli samego siebie                             |
| 1960     | Najwyższy czas                   | 16 września     | Harvey Howard                                    |
| 1960     | Pepe                             | 20 grudnia      | jedna z hollywoodzkich gwiazd                    |
| 1962     | Droga do Hong Kongu              | marzec          | Harry Turner                                     |
| 1964     | Robin i 7 gangsterów             | 24 czerwca      | Alan A Dale                                      |
| 1966     | Ringo Kid                        | 22 kwietnia     | doktor Josiah Boone                              |
| Lata 70. |                                  |                 |                                                  |
| 1972     | Cancel My Reservation            | 21 września     | w roli samego siebie                             |
| 1974     | To jest rozrywka!                | 23 maja         | jako współgospodarz                              |
| 1976     | To jest rozrywka! II             | 16 maja         | w materiale archiwalnym, w roli samego siebie    |

## Programy telewizyjne
| Lata emisji | Tytuł                                                           | Pierwsza emisja lub data premiery |
| Lata 50.    |                                                                 |                                   |
| 1954        | The Bing Crosby Show                                            | 13 stycznia                       |
| 1956        | High Tor                                                        | 10 marca                          |
| 1957        | The Edsel Show                                                  | 13 października                   |
| 1958–1959   | The Bing Crosby Show for Oldsmobile                             | 1 października                    |
| Lata 60.    |                                                                 |                                   |
| 1960–1961   | The Bing Crosby Show for Oldsmobile                             | 29 lutego                         |
| 1961        | Bing Crosby in London                                           |                                   |
| 1961–1963   | The Bing Crosby Show                                            | 11 grudnia                        |
| 1962        | The Bing Crosby Show for Clairol                                | 24 grudnia                        |
| 1964–1965   | The Bing Crosby Show                                            | 14 września                       |
| 1964–1970   | The Hollywood Palace                                            | 4 stycznia                        |
| 1964        | The Bing Crosby Show for Lever Brothers                         | 15 lutego                         |
| 1964        | ABC’s Wide World of Entertainment                               | 13 września                       |
| 1965        | The Grand Award of Sports                                       | 10 marca                          |
| 1967        | A Little Bit of Irish                                           | 14 marca                          |
| 1968        | The Bing Crosby Special                                         | 23 października                   |
| 1969        | Feelin’ Groovy at Marine World                                  | 15 lutego                         |
| 1969        | Bing & Carol – Together Again for the First Time                | 17 grudnia                        |
| Lata 70.    |                                                                 |                                   |
| 1970        | Goldilocks                                                      | 31 marca                          |
| 1970        | Bing Crosby – Cooling It                                        | 13 kwietnia                       |
| 1970        | Bing Crosby’s Christmas Show for the Bell System Family Theatre | 16 grudnia                        |
| 1971        | Ogród doktora Cooka                                             | 19 stycznia                       |
| 1971        | Bing Crosby and the Sounds of Christmas                         | 14 grudnia                        |
| 1972        | Bing Crosby and Friends                                         | 27 lutego                         |
| 1972        | Christmas with the Bing Crosbys                                 | 10 grudnia                        |
| 1973        | Bing Crosby’s Sun Valley Christmas Show                         | 9 grudnia                         |
| 1974        | Bing Crosby and His Friends                                     | 9 października                    |
| 1974        | Christmas with the Bing Crosbys                                 | 15 grudnia                        |
| 1975        | Bing Crosby and Fred Astaire: A Couple of Song and Dance Men    | 3 grudnia                         |
| 1976        | Bell Telephone Jubilee                                          | 26 marca                          |
| 1976        | Bing Crosby’s White Christmas                                   | 1 grudnia                         |
| 1977        | Bing – A 50th Anniversary Gala                                  | 20 marca                          |
| 1977        | Bing in Norway                                                  | 27 sierpnia                       |
| 1977        | Bing Crosby’s Merrie Olde Christmas                             | 30 listopada                      |